# Microgale dobsoni
Microgale dobsoni är en däggdjursart som beskrevs av Thomas 1884. Microgale dobsoni ingår i släktet långsvanstanrekar, och familjen tanrekar. IUCN kategoriserar arten globalt som livskraftig. Inga underarter finns listade i Catalogue of Life.

## Utseende
Arten påminner om en tjock näbbmus i utseende. Den når en kroppslängd (huvud och bål) av 92 till 114 mm, en svanslängd av 102 till 108 mm och bakfötterna är cirka 20 mm långa. Vid bra tillgång till föda samlar Microgale dobsoni fett i svansen och kan vid dessa tillfällen väga upp till 84 g. Allmänt väger den 35 till 45 g. Pälsen är på ovansidan brungrå och vid buken mera gråaktig. Liksom andra tanrekar har arten en kloaköppning men de räknas inte till kloakdjuren.

## Utbredning och habitat
Denna tanrek förekommer på östra Madagaskar och på vissa ställen i öns centrum. Den lever i låglandet och i bergstrakter upp till 2050 meter över havet. Arten vistas i fuktiga skogar, i barrträd odlingar, på jordbruksmark och i andra kultiverade landskap.

## Ekologi
Individerna är aktiva på natten och de lever huvudsakligen ensam. De markerar sitt revir med luktande vätskor, till exempel från kloaköppningen. När en hane och en hona träffas har de kvittrande läten för kommunikationen. Varningsropet är ett högt skrik. Microgale dobsoni äter insekter och andra ryggradslösa djur som daggmaskar. Individer med fettreserver kan vara slöa men det förekommer ingen vinterdvala och ingen torpor.
Individer som hölls i fångenskap parade sig mellan augusti och december. Deras ungar föddes mellan februari och maj. Per kull föds 2 eller 3 ungar. Troligen vilar de befruktade äggen en tid före den egentliga dräktigheten som varar cirka 61 dagar. I naturen är fortplantningstiden antagligen kortare.